# Бассо, Леонардо
Леонардо Бассо (итал. Leonardo Basso; род. 25 декабря 1993 в Кастельфранко-Венето, провинция Тревизо, области Венеция, Италия) — итальянский профессиональный  шоссейный велогонщик, выступающий за команду мирового тура «Team Sky».

## Достижения
2011
1-й - Trofeo Buffoni (юниоры)
2014
1-й - Circuito dell'Assunta (U23)
2015
1-й - GP Industria Artigianato Carnago
1-й - Trofeo Gavardo Tecmor (U23)
5-й - Trofeo Alcide Degasperi
10-й - Тур Хайнаня - Генеральная классификация
10-й - Trofeo Città di San Vendemiano
2018
9-й - Trofeo Campos, Porreres, Felanitx, Ses Salines
9-й - Trofeo Palma